# Keltic overture
De Keltic overture is een compositie van John Foulds uit circa 1930.
Het werk is een ouverture, maar staat geheel los van zijn (in opusnummer) opvolger Keltic suite. Die suite dateert namelijk al van 1911. Volgens Fouldskenner Lewis Foreman hield Foulds zich niet echt aan keltische muziek. Hij mengde Engelse, Schotse, Welshe en Ierse volksmuziek doorelkaar met de nadruk op Schots vanwege een "Scotch snap" als uitgangspunt. De concertouverture voor orkest werd op 18 oktober 1931 gepubliceerd. Van de Foulds, die een experimentelere muziek voorstond, is in dit werk niets te vinden. De muziek is te omschrijven als lichte klassieke muziek.
Orkestratie:
- 2 dwarsfluiten (II ook piccolo), 2 hobo, 2 klarinetten, 2 fagotten
- 2 hoorns, 2 trompetten, 3 trombones, 0 tuba
- pauken, percussie, harp
- violen, altviolen, celli, contrabassen